# Novo Cinema
Novo Cinema ou Cinema Novo é um movimento vanguardista do cinema português que, em pleno Estado Novo, nos anos 1960, rompeu com a vinculação à ideologia vigente e se assumia como vanguarda, iniciando um movimento que vingaria nos anos seguintes.
O termo identifica-se com o usado para designar o Cinema Novo do Brasil.

## Início
Inspirava-se na Nova Vaga francesa e no neorrealismo italiano. Ao movimento aderiram jovens cineastas cultos, uma boa parte deles estudantes universitários, que se deixaram seduzir por outro tipo de cinema, que só se via nas salas dos cine-clubes.
Grande parte deles passou pela primeira cooperativa de cinema existente em Portugal, que prosperou apoiada pela Fundação Calouste Gulbenkian: o Centro Português de Cinema. A Fundação, que o Estado respeitava, seria um bastião para os jovens.
O movimento, que tanto envolve a ficção como o documentário e que se prolonga nos anos setenta, revelou-se como sendo um dos mais inovadores em toda a história do cinema português, surgindo numa conjuntura algo semelhante àquela que, no Brasil, deu origem ao Cinema Novo.

### Os novos cinemas
É questão central para os cinemas novos – tanto em Portugal como no Brasil –   a preocupação em dar a ver homens e realidades de um país profundo. Procuram ainda, tal como a Nouvelle Vague, ilustrar casos da condição do Homem na sociedade moderna, numa perspectiva não classista, ao gosto do autor, cujo papel Jean-Luc Godard, autor por excelência, chega a pôr em causa numa entrevista de 1970 (ver: cinema militante). A procura da identidade humana – coisa que o movimento faz, com técnicas ligeiras, junto dos esquecidos – é démarche idêntica à da antropologia, ciência das ciências do Homem (Ver: Antropologia visual). O Sertão brasileiro e Trás-os-Montes e Alto Douro tornam-se palcos privilegiados dessas experiências.
Esta preocupação, presente quer nos filmes do Novo Cinema quer do Cinema Novo, tanto na ficção como no documentário, associada ao uso das técnicas ligeiras de filmagem e de captação de som, já exploradas pela Nova Vaga, é a marca dos cinemas novos. Os motivos nacionais darão características próprias a cada um dos movimentos, em grande parte quando se assumem como cinema de arte.

### Os cinemas novos
Convencionou a maior parte dos historiadores do cinema português, a partir de um pressuposto, estabelecer a Revolução dos Cravos como data limite do movimento do novo cinema em Portugal, dividindo-o em duas fases: a das produções aventurosas de António da Cunha Telles e a dos filmes produzidos pelo Centro Português de Cinema, obras financiadas pela Fundação Calouste Gulbenkian, em condições de produção bem mais folgadas.
No entanto, as actividades do CPC, que só terminam quase no final da década de setenta, caracterizam-se por uma permanente aposta em criações inovadoras, quer pelo uso de técnicas revolucionárias quer pela exploração de temas que antes não seria possível. Essa característica continuará a ser preocupação central de autores que abandonam o CPC e de outros que, começando a realizar em meados da década, se identificam com o movimento e que, acentuando estilos pessoais, explorando novas matérias ou desenvolvendo tendências já manifestas, contribuem para diversificar ou enriquecer o movimento.
O 25 de Abril de 1974 traz consigo condições históricas e culturais que dão novo fôlego ao Novo Cinema, dando-lhe uma terceira vida, inaugurando uma terceira fase da sua história. A Revolução dos Cravos, em Portugal, introduzindo amplas liberdades, deu novo alento ao filme de ficção e, em particular, ao novo documentário, coisa vista em projecções públicas e, por milhões, na RTP. Via-se nos écrans da época tanto as realidades do pais profundo, do passado e do presente, como se podia ver um país em ebulição, em pleno PREC. Documentários “antropológicos” e militantes passavam lado a lado na televisão.
Da Nouvelle Vague herdou o cinema militante as técnicas do cinema directo e as lições de Chronique d’un été obra pioneira de Jean Rouch. Mas apenas isso. O tema central das novas vagas – a pessoa humana, o Homem, mantém-se mas o protagonista aqui não é geral nem particular, é de classe. É operário ou camponês, a questão aqui é política. O olhar é outro.

## Primeiras obras

### Nova ficção
longas-metragens
- 1962 José Ernesto de Sousa – Dom Roberto
- 1963 Paulo Rocha – Os Verdes Anos
- 1965 António de Macedo – Domingo à Tarde
- 1966 Paulo Rocha – Mudar de Vida
- 1970 António da Cunha Telles – O Cerco
- 1970 Alfredo Tropa – Pedro Só
- 1972 José Fonseca e Costa – O Recado
- 1973 António-Pedro Vasconcelos – Perdido por Cem
- 1973  Eduardo Geada – Sofia e a Educação Sexual
- 1973 João César Monteiro – Fragmentos de um Filme Esmola, a Sagrada Família
- 1973 Fernando Matos Silva – O Mal-Amado
- 1974 Alberto Seixas Santos – Brandos Costumes
- 1980 Ricardo Costa – Verde por Fora, Vermelho por Dentro

## Novo documentário
- 1961 António Campos – A Almadraba Atuneira, curta-metragem.
- 1964 Fernando Lopes – Belarmino, longa-metragem
- 1964 Manuel Faria de Almeida – Catembe, longa-metragem [1] [2]
- 1973 Manuel Costa e Silva – Festa, Trabalho e Pão em Grijó da Parada, curta-metragem
- 1974 António Reis e Margarida Cordeiro – Jaime, curta-metragem
- 1975 Ricardo Costa – Avieiros, longa-metragem
- 1976 Ricardo Costa – Mau Tempo, Marés e Mudança, longa-metragem (docuficção)
- 1976 Noémia Delgado – Máscaras, longa-metragem

## Tendências
Eram todos defensores do bom cinema, todos reagiam contra a tutela do cinema americano (salvo o de autor), todos defendiam a necessidade de um cinema português também feito por autores. Ser de autores seria a única garantia de ser verdadeiramente português, a sua marca.
Extremam-se os ânimos, surgem divergências. Os mais radicais, inspirando-se nas crenças purgatórias de Maio 68 e tal como os seus inspiradores dando por gasto o neorrealismo, agarram-se a princípios fundadores da Nouvelle Vague, estabelecem diktats de bom gosto tais como o uso da elipse e o do off-screen enquanto geradores de sentido, motores do belo no cinema. Defendem com unhas e dentes o culto dessas ideias e dizem que os dinheiros do Estado só podem ser aplicados na cultura, nunca no comércio.
Cerram fileiras e, nos anos do PREC, desde as acesas discussões do Colectivo de Trabalhadores da Actividade Cinematográfica (anos 60), antepassado do Sindicato dos Trabalhadores do Filme, depois intitulado Sindicato dos Trabalhadores da Produção do Cinema e da Televisão (STPCT), mantêm-se unidos, criam escola e cultivam influências. 
Alberto Seixas Santos, realizador engagé, esquerdista imbuído pelos ideais do Maio 68, por um lado e por outro João Bénard da Costa, na Fundação Calouste Gulbenkian, católico progressista, entusiástico cinéfilo, amigo dos realizadores e empenhado benfeitor do cinema português, são figuras centrais no cultivo da ideia, que – com toda a razão e mais alguma – se assume como defensora da integridade do cinema como arte. Nesse esforço de clarificação, restringem por força das circunstâncias o ponto de vista, afincam-se tanto na teoria como na prática, metem-se a escrever História e a mover influências. São eles quem defende que o novo cinema começa com Paulo Rocha e não com José Ernesto de Sousa, que ele acaba com Alberto Seixas Santos e não com qualquer outra pessoa.
Os outros, sentindo-se mais realistas, entendem que o momento impõe outras prioridades e outra lógica. Sem pretenderem subestimar as razões dos que defendem um cinema de autor, de marca nacional, acham que o cinema português não pode divorciar-se do público, alvo falhado do novo cinema. Entendem que novas estratégias terão de ser traçadas, que o cinema português terá de ter o merecido público, que não haverá cinema em Portugal sem uma indústria nacional de cinema. Entendem que, usando as técnicas e os princípios inovadores dos vanguardistas franceses, será possível renovar o cinema português sem pôr de lado os princípios neorrealistas que tinham inspirado a Nova Vaga. Entre outros, talvez menos aguerridos, erguem-se as vozes de José Fonseca e Costa e António-Pedro Vasconcelos, rostos de uma prática menos radical no fabrico do cinema, transigindo na incondicional «intransigência» que João César Monteiro proclamava.
As divergências não têm só raiz ideológica. As razões partidárias pesam. A esquerda cineasta da época ia tomando partido no processo revolucionário em curso e alinhava em boa parte à esquerda do PCP : como no Maio 68, havia independentes, maoistas e trotskistas, alguns PS, mais à direita do extremo. Nem todos se acantonavam com quem falava em nome do PCP. Os PCs da época criticavam os formalismos e o radicalismo militante. Aceitavam porém outras ousadias, um neorrealismo renovado na ficção, por exemplo, ou, coisa muito mais urgente, a prática de um cinema militante que desse resposta às prioridades da revolução. Era preciso estar-se unidos, mostrar as coisas sem contrariar a teoria, evitar as derivas pequeno-burguesas de certos intelectuais de esquerda e dos católicos progressistas.
Ambas as ousadias resultam. Não sem paradoxo : resultam, cada uma delas, por motivos de significado oposto. Vinga, em termos de reconhecimento internacional, a teoria dos que defendem a prática de um cinema de autor, artesanal e iconoclasta. Vinga, em termos de afluência de público nacional, a ideia dos que arvoram a necessidade um cinema renovador mas que não perca de vista os imperativos que o gosto do público impõe. Concessão ou estratégia?
A querela ganha corpo nos anos que hão-de vir e, mantendo-se irredutível, dará origem, mais de uma década depois, a duas associações rivais de realizadores, que só se manifestam quando o rei faz anos, quando alguma ameaça aperta. A divergência não deriva apenas de questões teóricas ou de princípio, mas em boa parte de questões de ordem ética que têm a ver com os métodos que determinam, mediante a decisão de júris nomeados por instituições do Estado, a atribuição de subsídios à produção de filmes.
A contenda só relativamente afecta o documentário, visto estar contaminada por pressupostos de ordem política e ideológica. O cinema militante, excluído do debate teórico, pouco sensível aos problemas de expressão (é puro cinema directo) tende a ser avaliado em função da ideologia a que se vincula, em função da corrente partidária que o inspira. O filme antropológico (ver antropologia visual), aquele que vê o homem em sentido lato e não restrito (o operário ou o camponês) mantém-se intocável, apostado que está em ver as coisas fora da dialéctica da luta de classes (Manoel de Oliveira, que não sendo um afiliado do novo cinema não deixa de o ser, António Campos, António Reis e Margarida Cordeiro, Ricardo Costa, entre outros).
Na ficção, na frente de combate vanguardista, pura e dura, alinham Alberto Seixas Santos, João César Monteiro, Paulo Rocha, António Reis. Na vanguarda impura alinham António-Pedro Vasconcelos, José Fonseca e Costa, António de Macedo, António da Cunha Telles, Fernando Lopes.

## Anos setenta

### Ficção
- 1970 – O Cerco de António da Cunha Telles
- 1971 – Uma Abelha na Chuva de Fernando Lopes
- 1972 – A Promessa de António de Macedo
- 1972 – A Pousada das Chagas de Paulo Rocha
- 1972 – O Recado de José Fonseca e Costa
- 1973 – Perdido por Cem de António-Pedro Vasconcelos
- 1973 - Sofia ou a Educação Sexual de Eduardo Geada
- 1973 – O Mal-Amado de Fernando Matos Silva
- 1974 – Meus Amigos de António da Cunha Telles
- 1975 – Brandos Costumes de Alberto Seixas Santos
- 1976 – As Horas de Maria de António de Macedo
- 1976 – Nós por Cá Todos Bem de Fernando Lopes
- 1977 – Os Demónios de Alcácer Quibir de José Fonseca e Costa
- 1977 – Veredas de João César Monteiro
- 1978 – O Meu Nome É de Fernando Matos Silva
- 1978 – Histórias Selvagens de António Campos
- 1979 – O Príncipe com Orelhas de Burro de António de Macedo

### Documentário
- 1973 – Festa, Trabalho e Pão em Grijó da Parada  de Manuel Costa e Silva
- 1974 – Falamos de Rio de Onor de António Campos
- 1975 – A Procissão dos Bêbados de Luís Galvão Teles
- 1976 – Máscaras de Noémia Delgado
- 1976 – Trás-os-Montes, docuficção de António Reis e Margarida Cordeiro
- 1977 – Argozelo de Fernando Matos Silva
- 1977 –  Gente do Norte de Leonel Brito
- 1978 –  Areia, Lodo e Mar de Amílcar Lyra
- 1979 – Castro Laboreiro de Ricardo Costa
- 1979 – Pitões, Aldeia do Barroso de Ricardo Costa

## Anos oitenta
Caracteriza-se a década de oitenta pelo abandono da prática do documentário por alguns dos seus ilustres representantes, que tentam explorar o tema antropológico pelo lado da ficção. Ricardo Costa, que, mantendo-se activo no documentário antropológico e realizando a sua segunda docuficção, filma uma estranha ficção e um longo documentário histórico, que serão manchete nos jornais: Verde por Fora, Vermelho por Dentro (1980) e O Nosso Futebol (1985).
Trás-os-Montes e Alto Douro, universo mítico, torna-se referência no cinema da identidade nacional, num retrato seco. Todos os personagens que lá se vêem têm traços dos rostos de Miguel Torga, por certo o rosto dos nossos avós. Rosa de Areia  (1989) e Ana (filme) (1984), de António Reis e Margarida Cordeiro tentam, em tons expressionistas, acentuar certos desses traços, revelar esse mesmo rosto, ficcionando, tal como Torga o fez escrevendo. Paisagens míticas como essa, em Portugal, só as do Alentejo: as planuras invocadas no cântico de uma Verónica em transe, as terras secas, ardentes, que se vêem em O Pão e o Vinho, a segunda docuficção de (Ricardo Costa - 1981), um filme sobre a Paixão. Terras que perderam o maravilhoso que tinham porque os seus agentes se foram: os homens.
Ressente-se disso também a ficção. Os cenários tornam-se urbanos, o português está na cidade. Há outra gente que interessa agora mostrar, há temas mais sedutores. O mercado de exibição está submetido ao domínio americano, complicam-se as possibilidades de exibição de filmes independentes. Certos, os da velha guarda do Novo Cinema, renunciando ao diktat da inovação, tentam outros caminhos. Esmorece o documentário independente. À RTP interessa-lhe agora outras coisas. Espraia-se a vaga.
Como tinha força, porém, no refluxo forma-se a onda de uma nova geração,  na década de noventa. O grupo é em grande parte constituído por ex-alunos da escola oficial de cinema Escola Superior de Teatro e Cinema.